# Lac de la Bouteille
Lac de la Bouteille är en sjö i Kanada.   Den ligger i regionen Lanaudière och provinsen Québec, i den sydöstra delen av landet, 210 km nordost om huvudstaden Ottawa. Lac de la Bouteille ligger 410 meter över havet. Arean är 2,7 kvadratkilometer. Den sträcker sig 3,8 kilometer i nord-sydlig riktning, och 1,8 kilometer i öst-västlig riktning.
I omgivningarna runt Lac de la Bouteille växer i huvudsak blandskog. Trakten runt Lac de la Bouteille är nära nog obefolkad, med mindre än två invånare per kvadratkilometer.